# Хамракулов, Джурабек Шахобович
Джурабек Шахобович Хамракулов (род. 12 июля 1988, Самарканд) — узбекистанский шахматист, гроссмейстер (2018).
Играет в шахматы с 5 лет. Первым тренером был его отец.
Выпускник факультета истории Самаркандского государственного университета.
В период с 1997 по 2008 гг. 12 раз становился чемпионом Узбекистана среди юношей.
В 1998 году завоевал серебряную медаль Чемпионата Азии (Иран).
В 2004 году стал бронзовым призёром на Всемирной юношеской олимпиаде (Индия).
Трёхкратный чемпион Узбекистана (2008, 2009, 2013).
В составе национальной сборной участник 3-х Олимпиад (2008—2012).

## Спортивные результаты
| Год  | Город          | Турнир                                                                  | + | − | = | Результат | Место |
| ---- | -------------- | ----------------------------------------------------------------------- | - | - | - | --------- | ----- |
| 2008 | Дрезден        | 38-я олимпиада                                                          | 4 | 3 | 2 | 5 из 9    |       |
| 2009 | Ташкент        | Чемпионат Узбекистана                                                   | 6 | 0 | 5 | 8½ из 11  | [ 5 ] |
| 2010 | Ханты-Мансийск | 39-я олимпиада                                                          | 2 | 2 | 5 | 4½ из 9   |       |
| 2012 | Стамбул        | 40-я олимпиада                                                          | 2 | 4 | 2 | 3 из 8    |       |
| 2017 |                | «3rd Ordu Metropolitan Municipality Award Winning Chess Tournament — A» | 4 | 0 | 5 | 6½ из 9   | [ 6 ] |
| 2018 | Гринсборо      | «2018 U.S. Masters Championship»                                        | 4 | 0 | 5 | 6½ из 9   | [ 7 ] |

## Изменения рейтинга
| Графики недоступны из-за технических проблем. См. информацию на Фабрикаторе и на mediawiki.org. |